# 복주초등학교
복주초등학교는 대한민국 경상북도 안동시에 있는 초등학교다.

## 학교 연혁
- 1997.08.27 복주초등학교 설립 인가
- 1999.03.01 복주초등학교 개교(24학급)
- 1999.10.23 전후관 교사 증축 공사준공(10교실외 옥탑포함)
- 2000.02.14 병설유치원 3학급 편성
- 2010.02.28 병설유치원 3학급 폐원
- 2011.03.01 학력증진 선도시범학교 지정
- 2012.02.29 조립식 교실(8실) 임대 철거
- 2012.03.01 초등학교 통학구역 조정
- 2013.01.30 병설유치원 3학급 인가
- 2013.07.01 복고을 체육관 준공일
- 2015.09.01 권대일 교장선생님 부임
- 2016.02.18. 제17회 졸업식(졸업생 총 3,494명)
- 2016.03.02. 시업식,입학식(남:356명 여:323명 계679명) 유치원입학식(남:31 여:35 계:66명)

## 참고 자료
- 복주초등학교 - 한국교육학술정보원 학교알리미